# Heterochaeta zavattarii
Heterochaeta zavattarii är en bönsyrseart som beskrevs av Scott LaGreca 1951. Heterochaeta zavattarii ingår i släktet Heterochaeta och familjen Mantidae. Inga underarter finns listade i Catalogue of Life.